# رودريغو رويز (لاعب كرة قدم)
رودريغو رويز (بالإسبانية: Rodrigo Ruiz)‏ (10 مايو 1972 بسانتياغو في تشيلي - ) هو مدرب كرة قدم ولاعب كرة قدم تشيلي في مركز جناح ‏. شارك مع منتخب تشيلي لكرة القدم. أما مع النوادي، فقد لعب مع سانتوس لاغونا ونادي بويبلا ونادي تيكوس ويونيون إسبانيولا وتيبورونيس روخوس دي فيراكروز وأتاكاما الإقليمي ‏ وطوروس نيزا.

## وصلات خارجية
- رودريغو رويز على موقع الاتحاد الدولي (مؤرشف)  (الإنجليزية)
- رودريغو رويز على موقع قاعدة بيانات كرة القدم.إي يو (الإنجليزية)
- رودريغو رويز على موقع ناشيونال فوتبول تيمز (الإنجليزية)
- رودريغو رويز على موقع Soccerway.com (الإنجليزية)
- رودريغو رويز على موقع عالم كرة القدم.نت (الإنجليزية)